# Curriculum vitae
Een curriculum vitae (meervoud: curricula vitae, Latijn voor 'levensloop', kortweg cv) is een document waarin iemand een overzicht geeft van gevolgde opleidingen, werkervaringen en nevenactiviteiten.
Bij sollicitaties wordt het cv veelal meegezonden met de sollicitatiebrief. Voor de beoogde functie relevante ervaringen worden doorgaans in omgekeerd chronologische volgorde weergegeven. Zo worden de laatst behaalde diploma's bij de opleidingen bovenaan vermeld. De lengte van het cv is onafhankelijk van de hoeveelheid relevante ervaringen en hangt samen met de functie waar men op solliciteert. Normaliter volstaan 1,5 à 2 bladzijden, maar in sectoren als IT kan dat meer zijn door uitvoeriger projectomschrijvingen.
Met de opkomst van internet komen er steeds meer mogelijkheden om cv's algemeen beschikbaar te maken, niet alleen via vacaturesites zoals monster.com of StepStone, maar ook op sociaalnetwerksites als LinkedIn.
Het resumé (van het Franse résumé) wordt gebruikt in onder meer de Verenigde Staten en Canada. Dit document is over het algemeen korter dan een cv en bevat een persoonlijke doelstelling of profiel. Het geeft aan bij wat voor soort bedrijf welk soort functie wordt gezocht en wat de beste ervaringen en eigenschappen van de persoon zijn, meestal ondersteund door studie- en werkervaring. Bij een resumé probeert de persoon dus op deze wijze het eigen kunnen meer naar voren te halen dan bij een cv.